# Ersigen
Ersigen là một đô thị ở huyện Burgdorf ở bang Bern ở Thụy Sĩ. Đô thị này có diện tích 15,46 km², dân số tháng 12 năm 2020 là 2063 người.